# Gráfico de violino

Exemplo de um gráfico de violino em uma publicação científica na PLOS Pathogens.

Um gráfico de violino é um método de representação de dados numéricos. É semelhante a um gráfico de caixa, com a adição de um gráfico de densidade do kernel girado em cada lado. 
Os gráficos de violino são semelhantes aos gráficos de caixa, exceto que eles também mostram a densidade de probabilidade dos dados em valores diferentes, geralmente suavizados por um estimador de densidade do kernel. Normalmente, um gráfico de violino incluirá todos os dados que estão em um gráfico de caixa: um marcador para a mediana dos dados, uma caixa ou marcador indicando o intervalo interquartil, e possivelmente todos os pontos amostrais, se o número de amostras não for muito alto.
Os gráficos de violino estão disponíveis como extensões para vários pacotes de software, como DataVisualization no CRAN  e o pacote md-plot no PyPI. 
Um gráfico de violino é mais informativo do que um gráfico de caixa simples. Enquanto um gráfico de caixa mostra apenas estatísticas resumidas, como média/mediana e intervalos interquartis, o gráfico de violino mostra a distribuição completa dos dados. A diferença é particularmente útil quando a distribuição de dados é multimodal (mais de um pico). Neste caso, um gráfico de violino mostra a presença de diferentes picos, sua posição e amplitude relativa.
Como os gráficos de caixa, os gráficos de violino são usados para representar a comparação de uma distribuição de uma variável (ou distribuição de amostra) em diferentes "categorias" (por exemplo, distribuição de temperatura comparada entre dia e noite ou distribuição de preços de carros comparados entre diferentes fabricantes de automóveis).
Os gráficos de violino estão disponíveis como extensões para vários pacotes de software, incluindo os pacotes R vioplot, wvioplot, caroline, UsingR, lattice e ggplot2, o comando add-on Stata vioplot,  e as bibliotecas Python matplotlib,  Plotly,  ROOT  e Seaborn,  um tipo de gráfico no Origin,  IGOR Pro,  Julia pacote de plotagem estatística StatsPlots.jl  e DistributionChart no Mathematica.